# Cal Nin Nou (la Llacuna)
Cal Nin Nou és una obra de la Llacuna (Anoia) inclosa a l'Inventari del Patrimoni Arquitectònic de Catalunya.

## Descripció
Casa de planta rectangular i coberta a dues vessants, amb ràfec al voltant, que presenta, adossada, una torre poligonal (només pel davant). La torre té terrat i sis finestres de mig punt, al pis superior, i tres, de més grans, a l'inferior. La porta de la casa és de fusta i vidre i té una barana típicament déco en la seva forma. Es creu que és una construcció dels anys 20. Els seus propietaris ho són, també, de Cal Nin Vell, al carrer del Forn.